# Vitaliano Trevisan
Vitaliano Trevisan, född 12 december 1960, död 7 januari 2022, var en italiensk författare, dramatiker och skådespelare. 2011 utkom hans roman De femtontusen stegen. En redogörelse i svensk översättning på Astor förlag.

## Verk utgivna på svenska
- 2011 - De femtontusen stegen. En redogörelse